# Edinburgh City Football Club
El Edinburgh City Football Club es un club de fútbol de Escocia, con sede en Edimburgo. Fue fundado en 1928 y compite en la Scottish League Two, cuarta categoría del fútbol escocés.

## Historia
fue fundado en 1928 siguiendo el modelo el Queen's Park FC de Glasgow; es decir ser un club amateur que participara en las mismas competiciones que los clubes profesionales de Escocia.
Comenzó jugando en la East of Scotland League, pero ya para 1931 fue admitido en la Liga escocesa de fútbol en sustitución del Clydebank FC, entrando en la Segunda División de Escocia (equivalente a la actual Primera División) y siendo considerado por tanto el quinto equipo de la capital escocesa por detrás de Heart of Midlothian FC, Hibernian FC, Leith Athletic y St. Bernard's FC.
Sin embargo desde su debut en la categoría fue imposible para el Edinburgh City emular los éxitos del Queen's Park, el Edinburgh City no pasó nunca de las últimas plazas de la Segunda división. Su mejor puesto fue un 15º lugar (de 18 equipos) en la temporada 1935-36. La inexistencia de una Tercera División evitó su caída a una categoría inferior durante esos años. 
Después del parón de la Segunda Guerra Mundial el fútbol escocés se reorganizó y se creó una División C, en la que el Edinburgh City fue encuadrado. El Edinburgh City permaneció en la Liga Escocesa hasta 1949 cuando los malos resultados y consideraciones financieras le impulsaron a abandonar la Liga e integrarse en el fútbol junior (aficionado) escocés. Tras unos años más en el fútbol aficionado, en 1955 el Edinburgh City cesó su actividad deportiva.
Jugadores famosos que pasaron por el Edinburgh City en esos años fueron Desmond White, que llegaría a ser presidente del Celtic FC y Willie Bauld, que jugó con el Edinburgh City a finales de los años 1940. El mayor hito que logró fue eliminar al Hibernian FC en la primera ronda de la Copa de 1938 con una victoria a domicilio por 2-3.

### ElmodernoEdinburgh City
A pesar de desaparecer como equipo de fútbol, el club siguió existiendo como club social, Edinburgh City Football Club Ltd (Social Club). Este dio en 1986 su autorización al Postal United, un equipo fundado en 1966 miembro de la East of Scotland League para que cambiara su nombre y adoptara el del histórico Edinburgh City.
En 1995 el Meadowbank Thistle FC de Edimburgo se trasladó a la localidad de Livingston dejando en desuso su estadio, el Meadowbank Stadium. El ayuntamiento de Edimburgo ofreció entonces al Edinburgh City ocupar ese estadio como equipo local. A pesar de ser considerado el estadio más frío de toda Escocia, el jugar en el Meadowbank Stadium supuso para el Edinburgh City un salto cualitativo, ya que sus 16,500 plazas le permitió entre otras cosas convertirse en miembro de la Scottish Football Association y jugar la competición de Copa de Escocia, para la que se han clasificado desde entonces en 5 ocasiones. La marcha del Meadowbank Thistle a Livingston permitió al Edinburgh City también hacerse con buena parte de la afición del Meadowbank Thistle que se había quedado huérfana de equipo.
Cuando el Airdrieonians FC quebró en 2002, el Edinburgh City fue uno de los equipos que se postularon para sustituirlo en la Liga Escocesa de Fútbol. Sin embargo perdió la votación frente al Gretna FC. No es descartable que pudiera entrar dentro de algunos años en la Liga escocesa de fútbol. Mientras tanto seguirá jugando en la East of Scotland League, competición que ganó la temporada 2005/6 por primera vez en su historia.
El equipo de fútbol femenino del Edinburgh City, Edinburgh City Ladies juega en la más alta categoría del fútbol femenino escocés. Por otro lado, el Edinburgh City cuenta con una de las canteras más importantes de la zona de Edimburgo.

## Estadio
El viejo Edinburgh City jugó en el City Park durante los años 30 y 40; este campo sería utilizado también por el moderno Edinburgh City durante unos años.
Desde 1996 el Edinburgh City juega en el Meadowbank Stadium  (55°57′26″N 3°09′29″O / 55.957089, -3.158098). Este estadio se construyó a finales de la década de los 1960 para acoger los Juegos de la Commonwealth de 1970. En 1986 acogería esta competición por segunda vez. Fue el campo del equipo de fútbol Meadowbank Thistle FC entre 1974 y 1996.
Está considerado como el estadio más frío de Escocia, ya que las pistas de atletismo y su aforo sobredimensionado (el récord de asistencia a un partido de fútbol en dicho estadio es de 4000 espectadores) no contribuyen demasiado a caldear el ambiente.